# Centeotl

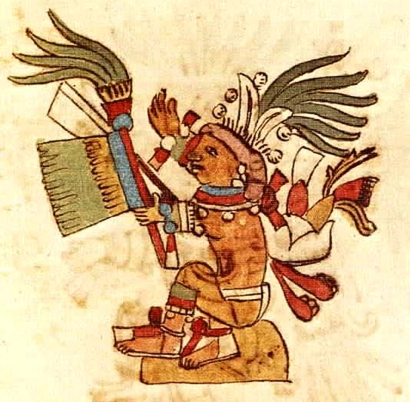
Centeotl.

Centeotl (também conhecido como Cinteotl e Centeocihuatl) é na mitologia da Mesoamérica, o deus do milho ("centli" é milho e "téotl", deus).
Originalmente era uma deusa e passou a ser um deus dual, homem e mulher, ou com frequência já apenas a versão masculina, a feminina passou a ser Chicomecóatl.
Segundo a cosmogonia nahua, ou seja, a mitologia asteca, nasceu da união de Piltzintecuhtli e Tlazolteotl. É esposo de Xochiquetzal. Após o seu nascimento refugiou-se sob a terra tornando-se em diferentes sustentos, entre eles o milho.

## Culto
Celebrava-se junto ao Chicomecoatl nos meses de Huey tozoztli e Huey Tecuilhuitl sacrificando uma cativa.